# Chi Cú vọ
Chi Cú vọ (Glaucidium) là một chi chim trong họ Strigidae. Bao gồm khoảng 30 loài chim cú nhỏ, không có túm lông kiểu "tai" đặc trưng của Cú mèo, với đầu tròn, mắt vàng, lông mày trắng. Kích thước 13–28 cm chiều dài, cân nặng 45-240 gram

## Các loài
- Glaucidium albertinum: Cú vọ Albertine
- Glaucidium bolivianum: Cú vọ Yungas
- Glaucidium brasilianum: Cú vọ nâu
- Glaucidium brodiei: Cú vọ khoang cổ
- Glaucidium capense: Cú vọ sọc châu Phi
- Glaucidium castaneum: Cú vọ hạt dẻ
- Glaucidium castanonotum: Cú vọ lưng hạt dẻ
- Glaucidium castanopterum: Cú vọ Java
- Glaucidium costaricanum: Cú vọ Costa Rica
- Glaucidium cuculoides: Cú vọ sọc châu Á
- Glaucidium gnoma: Cú vọ núi Bắc Mỹ
- Glaucidium griseiceps: Cú vọ Trung Mỹ
- Glaucidium hardyi: Cú vọ Amazon
- Glaucidium jardinii: Cú vọ Andean
- Glaucidium minutissimum: Cú vọ Đông Brazil
- Glaucidium mooreorum: Cú vọ Pernambuco
- Glaucidium nana: Cú vọ Patagonia
- Glaucidium nubicola: Cú vọ rừng mây mù
- Glaucidium palmarum: Cú vọ Colima
- Glaucidium parkeri: Cú vọ cận nhiệt đới
- Glaucidium passerinum: Cú vọ Á-Âu
- Glaucidium perlatum: Cú vọ đốm ngọc trai
- Glaucidium peruanum: Cú vọ Peru
- Glaucidium radiatum: Cú vọ Ấn Độ
- Glaucidium sanchezi: Cú vọ Tamaulipas
- Glaucidium siju: Cú vọ Cuba
- Glaucidium sjostedti: Cú vọ Công-gô
- Glaucidium tephronotum: Cú vọ ngực đỏ